# Limnophila palassoptera
Limnophila palassoptera är en tvåvingeart som beskrevs av Alexander 1968. Limnophila palassoptera ingår i släktet Limnophila och familjen småharkrankar.
Artens utbredningsområde är Thailand. Inga underarter finns listade i Catalogue of Life.